# Fonts baptismaux de Theux
Les fonts baptismaux de Theux sont situés en l'église Saints-Hermès-et-Alexandre, sur le territoire de la commune belge de Theux, en province de Liège.
Ils constituent un des plus beaux exemples de fonts baptismaux romans de Belgique, aux côtés des fonts baptismaux de Saint-Barthélemy à Liège, de Saint-Séverin-en-Condroz, de Furnaux, de Gentinnes, de Gerpinnes, de Beauvechain et de Zedelgem.

## Historique
Les fonts baptismaux de Theux sont constitués de quatre parties d'époques différentes : 
- une cuve romane de la fin du XIIe siècle[1] ou du XIIe siècle[2],[3] ;
- un socle gothique[1],[2],[3] ;
- un fût de remploi[3], probablement d'origine romaine[1],[2] ;
- un couvercle en laiton de 1708[1],[3].

L'église Saints-Hermès-et-Alexandre de Theux, qui est une des plus anciennes églises de la province de Liège, d'origine carolingienne, et ses fonts baptismaux romans font l'objet d'un classement au titre des monuments historiques depuis le 9 juin 1942.

## Localisation
Les fonts baptismaux sont situés, non dans une chapelle au fond d'un collatéral comme c'est généralement le cas, mais dans la chapelle située à gauche du chœur.

## Description
|  |  |  |  |